# Балабанка (Одесская область)
Балабанка (укр. Балабанка) — село, относится к Татарбунарскому району Одесской области Украины.
Население по переписи 2001 года составляло 159 человек. Почтовый индекс — 68132. Телефонный код — 4844. Занимает площадь 0,84 км². Код КОАТУУ — 5125084203.

## Местный совет
68132, Одесская обл., Татарбунарский р-н, с. Рыбальское, ул. Ленина, 3